# Creu de terme de Pujals dels Cavallers
Creu de terme de Pujals dels Cavallers és una obra de Cornellà del Terri (Pla de l'Estany) inclosa a l'Inventari del Patrimoni Arquitectònic de Catalunya.

## Descripció
Creu de terme situada davant de l'església de Santa Eulàlia de Pujals dels Cavallers. Té una peanya de dues peces circulars (la primera de pedra calcària grisa i la segona de pedra sorrenca), sobre la qual se situa la columna, també circular. Aquesta última, de 112 cm d'alçada i 18 cm de diàmetre, té retalls decoratius angulars a la base. El capitell és troncocònic, amb vuit cares i de pedra sorrenca. Al seu capdamunt descansa la creu de pedra, de 52 cm d'alçada i sense cap tipus d'ornamentació.

## Història
La creu de pedra fou recol·locada i restaurada al seu emplaçament actual per Mossèn Jaume Fàbregas durant la dècada de 1970.